# Барон
Баро́н (фр. baron, від старонім. baro — вільний) — один з титулів феодальної аристократії.

## Короткі відомості

### Європа
Виник за часів середньовіччя в період оформлення феодальної держави. Первісно поняття барон означало феодалів, що були безпосередніми васалами короля. Пізніше це слово стало титулом у Франції та Німеччині, барон вважався нижче графа, в Англії віконта і знаходився на 5 щаблі феодальної ієрархії. Часом, особливо в Англії, баронами називали взагалі представників вищої титулованої знаті.
Інколи західноєвропейський титул барон використовується як еквівалент для позначення неєвропейських титулів у інших країнах. Така практика знайшла широке застосування у 19 столітті.

#### Німецькі землі
У німецькомовних землях титул поряд із титулом барон використовувався титул фрайгер.

### Японія
Титул барона (яп. 男爵, だんしゃく, дансяку) в Японії використовувався протягом 1869–1947 років. Особи, які мали цей титул належали до стану титулованої шляхти кадзоку.

### Китай
Прикладом може служити китайський титул нань (男, «чоловік»), яким позначали чиновників п'ятого рангу (男爵). Цей титул часто перекладають як «барон».